# الظهرة (بني حشيش)

تعديل مصدري - تعديل

الظهرة هي إحدى قرى عزلة الأبناء بمديرية بني حشيش التابعة لمحافظة صنعاء، بلغ تعداد سكانها 427 نسمة حسب تعداد اليمن لعام 2004.